# Atos 4
Atos 4 é o quarto capítulo dos Atos dos Apóstolos no Novo Testamento da Bíblia. Ele relata o que se passou depois da cura do coxo por Simão Pedro e seu subsequente discurso no Pórtico de Salomão. O Sinédrio prendeu os apóstolos, mas teve que soltá-los em seguida.

## Manuscritos
Atos 4 foi originalmente escrito em grego koiné e dividido em 37 versículos. Alguns dos manuscritos a conter o texto são:
- Codex Vaticanus (325–350)
- Codex Sinaiticus (330–360)
- Papiro 8 (século IV; apenas os versículos 31 a 37)
- Codex Bezae (c. 400)
- Codex Alexandrinus (ca. 400–440)
- Codex Ephraemi Rescriptus (ca. 450)
- Codex Laudianus (ca. 550)

## Estrutura

### Pedro e João interrogados pelo Sinédrio

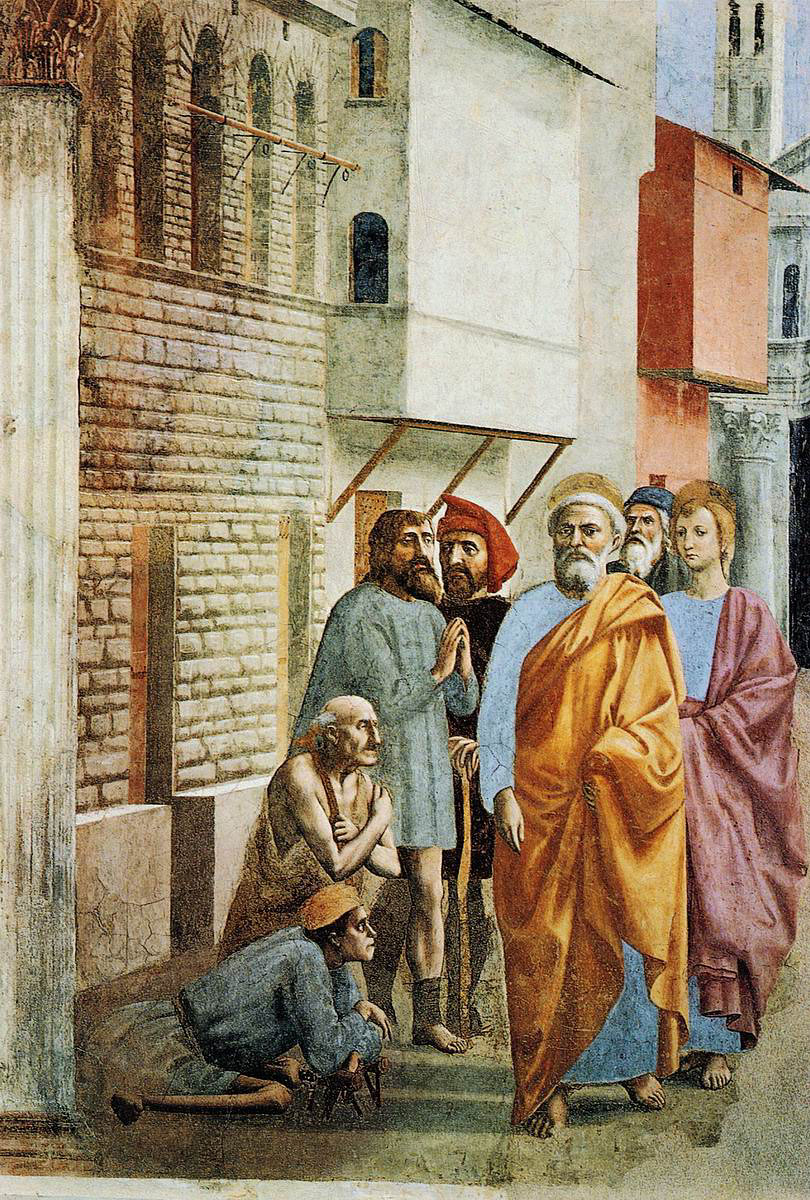
Pedro curando um coxo, o evento (narrado em Atos 3) que levou à prisão de Pedro e João.
Afresco de Masaccio na Cappela Brancacci.

Logo no início do capítulo 4, enquanto Pedro e João ainda falavam com o povo na frente do Templo, acabaram presos pelos «sacerdotes, o capitão do templo e os saduceus» (Atos 4:1) e levados ao Sinédrio. O efeito foi o contrário e o número de fieis cresceu para quase cinco mil. Na presença de diversos sumo sacerdotes, inclusive Anás e Caifás, Pedro chamou o enfermo que havia curado de "pedra angular", uma referência a Salmos 118:22, e atribuiu a salvação a "Jesus Cristo, o Nazareno". Segundo o autor, os sábios, «ao verem a intrepidez de Pedro e João, e tendo notado que eram iletrados e indoutos, maravilhavam-se» (Atos 4:13). E, tendo diante de si o homem curado, os sacerdotes nada puderam fazer a não ser expulsar todos do Sinédrio para que pudessem conferenciar. 
Depois de algum tempo, decidiram chamá-los de volta e proibiram que os dois falassem ou ensinassem sobre Jesus. A resposta dos dois foi: «Se é justo diante de Deus ouvir-vos a vós antes do que a Deus, julgai-o vós, pois nós não podemos deixar de falar das coisas que vimos e ouvimos.» (Atos 4:19–20) Por causa do povo, que glorificava a Deus pelo ocorrido, soltaram os dois sem mais acusações.

### Prece pela coragem
Quando voltaram para contar aos discípulos de Jesus o ocorrido, eles «levantaram unanimemente a voz a Deus» (Atos 4:24) e rezaram:
| “ | «Senhor, tu que fizeste o céu, a terra, o mar e tudo o que neles há; tu que pelo Espírito Santo, pela boca de nosso pai David, teu servo, disseste: 'Por que se enfureceram os gentios, E os povos imaginaram coisas vãs? Levantaram-se os reis da terra, e as autoridades ajuntaram-se à uma contra o Senhor e contra o seu Ungido [Messias]' [uma referência a Salmos 2:1–2]. Pois verdadeiramente se ajuntaram nesta cidade contra o teu Santo Servo Jesus, ao qual ungiste, não só Herodes mas também Pôncio Pilatos, com os gentios e com o povo de Israel, para fazerem tudo o que a tua mão e o teu conselho predeterminaram que se fizesse. Agora, Senhor, olha para as suas ameaças e concede aos teus servos que com toda a liberdade falem a tua palavra, enquanto tu estendes a mão para curar, e para que se façam milagres e prodígios pelo nome de teu Santo Servo Jesus.» (Atos 4:24–30) | ” |

Segundo o autor, o lugar onde estavam tremeu e todos ficaram "cheios do Espírito Santo".

### Vida comunitária
Atos 4 termina com um relato sobre a vida da comunidade cristã da época, afirmando que "nenhum deles dizia que coisa alguma das que possuía era sua própria, mas tudo entre eles era comum". Todos venderam seus bens e repartiram os valores entre eles "conforme a sua necessidade" (Atos 4:32–37). Um destes foi José, dito "Barnabé" ("filho da exortação"), um levita cipriota e que depois, já conhecido apenas como Barnabé, teria um importante papel no início do ministério de Paulo de Tarso (veja Atos 11).